# Premi César 2014

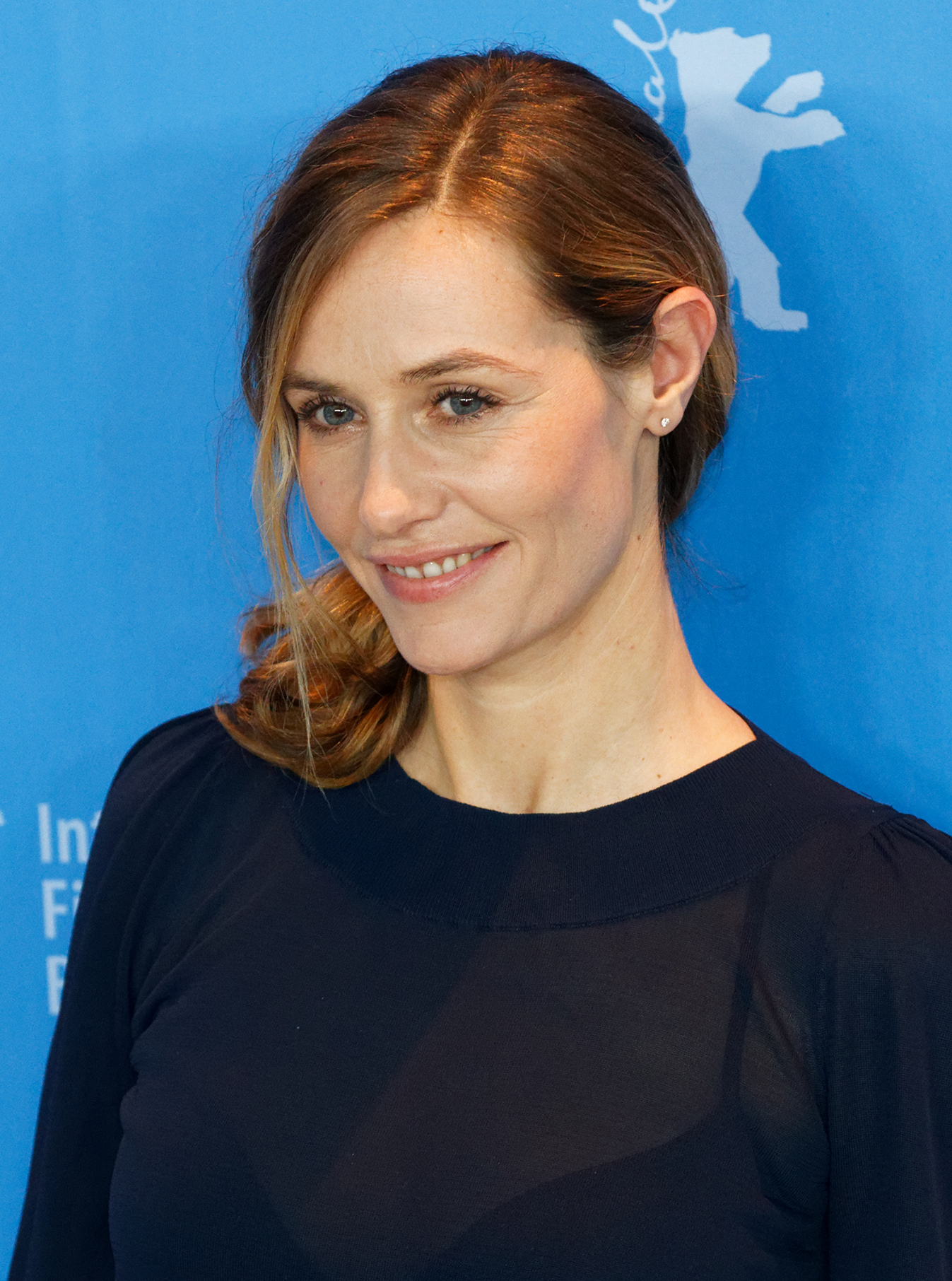
Cécile de France presentatrice della cerimonia

La cerimonia di premiazione della 39ª edizione dei Premi César si è svolta il 28 febbraio 2014 al Théâtre du Châtelet di Parigi. È stata presieduta da François Cluzet e presentata da Cécile de France. È stata trasmessa da Canal+.
È stata dedicata a Henri Langlois, fondatore della Cinémathèque française, nel centenario della sua nascita.
Le candidature sono state rese note il 31 gennaio 2014. Ad ottenerne il maggior numero (dieci) è stato Tutto sua madre (Les Garçons et Guillaume, à table!) di Guillaume Gallienne.
Tutto sua madre è stato il trionfatore con cinque riconoscimenti vinti: miglior film, miglior attore, migliore adattamento, miglior montaggio e migliore opera prima.

## Vincitori e candidati
I vincitori sono indicati in grassetto, a seguire gli altri candidati.

### Miglior film
- Tutto sua madre (Les Garçons et Guillaume, à table!), regia di Guillaume Gallienne
- 9 mois ferme, regia di Albert Dupontel
- Lo sconosciuto del lago (L'Inconnu du lac), regia di Alain Guiraudie
- Jimmy P. (Jimmy P. (Psychotherapy of a Plains Indian)), regia di Arnaud Desplechin
- Il passato (Le Passé), regia di Asghar Farhadi
- Venere in pelliccia (La Vénus à la fourrure), regia di Roman Polański
- La vita di Adele (La Vie d'Adèle - Chapitres 1 & 2), regia di Abdellatif Kechiche

### Miglior regista
- Roman Polański - Venere in pelliccia (La Vénus à la fourrure)
- Albert Dupontel - 9 mois ferme
- Guillaume Gallienne - Tutto sua madre (Les Garçons et Guillaume, à table!)
- Alain Guiraudie - Lo sconosciuto del lago (L'Inconnu du lac)
- Arnaud Desplechin - Jimmy P. (Jimmy P. (Psychotherapy of a Plains Indian))
- Asghar Farhadi - Il passato (Le Passé)
- Abdellatif Kechiche - La vita di Adele (La Vie d'Adèle - Chapitres 1 & 2)

### Miglior attore
- Guillaume Gallienne - Tutto sua madre (Les Garçons et Guillaume, à table!)
- Mathieu Amalric - Venere in pelliccia (La Vénus à la fourrure)
- Michel Bouquet - Renoir
- Albert Dupontel - 9 mois ferme
- Grégory Gadebois - Mon âme par toi guérie
- Fabrice Luchini - Molière in bicicletta (Alceste à bicyclette)
- Mads Mikkelsen - Michael Kohlhaas

### Miglior attrice
- Sandrine Kiberlain - 9 mois ferme
- Fanny Ardant - Les Beaux Jours
- Bérénice Bejo - Il passato (Le Passé)
- Catherine Deneuve - Elle s'en va
- Sara Forestier - Suzanne
- Emmanuelle Seigner - Venere in pelliccia (La Vénus à la fourrure)
- Léa Seydoux - La vita di Adele (La Vie d'Adèle - Chapitres 1 & 2)

### Migliore attore non protagonista
- Niels Arestrup - Quai d'Orsay
- Patrick Chesnais - Les Beaux Jours
- Patrick D'Assumçao - Lo sconosciuto del lago (L'Inconnu du lac)
- François Damiens - Suzanne
- Olivier Gourmet - Grand Central

### Migliore attrice non protagonista
- Adèle Haenel - Suzanne
- Marisa Borini - Un castello in Italia (Un château en Italie)
- Françoise Fabian - Tutto sua madre (Les Garçons et Guillaume, à table!)
- Julie Gayet - Quai d'Orsay
- Géraldine Pailhas - Giovane e bella (Jeune et Jolie)

### Migliore promessa maschile
- Pierre Deladonchamps - Lo sconosciuto del lago (L'Inconnu du lac)
- Paul Bartel - Les Petits Princes
- Paul Hamy - Suzanne
- Vincent Macaigne - La Fille du 14 juillet
- Nemo Schiffman - Elle s'en va

### Migliore promessa femminile
- Adèle Exarchopoulos - La vita di Adele (La Vie d'Adèle - Chapitres 1 & 2)
- Lou de Laâge - Jappeloup
- Pauline Étienne - La religiosa (La Religieuse)
- Golshifteh Farahani - Come pietra paziente (Syngué sabour)
- Marine Vacth - Giovane e bella (Jeune et Jolie)

### Migliore sceneggiatura originale
- Albert Dupontel - 9 mois ferme
- Philippe Le Guay - Molière in bicicletta (Alceste à bicyclette)
- Alain Guiraudie - Lo sconosciuto del lago (L'Inconnu du lac)
- Asghar Farhadi - Il passato (Le Passé)
- Katell Quillévéré e Mariette Désert - Suzanne

### Migliore adattamento
- Guillaume Gallienne - Tutto sua madre (Les Garçons et Guillaume, à table!)
- Arnaud Desplechin, Julie Peyr e Kent Jones - Jimmy P. (Jimmy P. (Psychotherapy of a Plains Indian))
- Antonin Baudry, Christophe Blain e Bertrand Tavernier - Quai d'Orsay
- David Ives e Roman Polański - Venere in pelliccia (La Vénus à la fourrure)
- Abdellatif Kechiche e Ghalya Lacroix - La vita di Adele (La Vie d'Adèle - Chapitres 1 & 2)

### Migliore fotografia
- Thomas Hardmeier - Lo straordinario viaggio di T.S. Spivet (The Young and Prodigious Spivet)
- Claire Mathon - Lo sconosciuto del lago (L'Inconnu du lac)
- Jeanne Lapoirie - Michael Kohlhaas
- Mark Ping Bing Lee - Renoir
- Sofian El Fani - La vita di Adele (La Vie d'Adèle - Chapitres 1 & 2)

### Miglior montaggio
- Valérie Deseine - Tutto sua madre (Les Garçons et Guillaume, à table!)
- Christophe Pinel - 9 mois ferme
- Jean-Christophe Hym - Lo sconosciuto del lago (L'Inconnu du lac)
- Juliette Welfling - Il passato (Le Passé)
- Camille Toubkis, Albertine Lastera e Jean-Marie Lengellé - La vita di Adele (La Vie d'Adèle - Chapitres 1 & 2)

### Migliore scenografia
- Stéphane Rozenbaum - Mood Indigo - La schiuma dei giorni (L'Écume des jours)
- Aline Bonetto - Lo straordinario viaggio di T.S. Spivet (The Young and Prodigious Spivet)
- Sylvie Olivé - Tutto sua madre (Les Garçons et Guillaume, à table!)
- Yan Arlaud - Michael Kohlhaas
- Benoît Barouh - Renoir

### Migliori costumi
- Pascaline Chavanne - Renoir
- Florence Fontaine - Mood Indigo - La schiuma dei giorni (L'Écume des jours)
- Madeline Fontaine - Lo straordinario viaggio di T.S. Spivet (The Young and Prodigious Spivet)
- Olivier Bériot - Tutto sua madre (Les Garçons et Guillaume, à table!)
- Anina Diener - Michael Kohlhaas

### Migliore musica
- Martin Wheeler - Michael Kohlhaas
- Jorge Arriagada - Molière in bicicletta (Alceste à bicyclette)
- Loïk Dury e Christophe Minck - Rompicapo a New York (Casse-tête chinois)
- Etienne Charry - Mood Indigo - La schiuma dei giorni (L'Écume des jours)
- Alexandre Desplat - Venere in pelliccia (La Vénus à la fourrure)

### Miglior sonoro
- Jean-Pierre Duret, Jean Mallet e Mélissa Petitjean - Michael Kohlhaas
- Marc-Antoine Beldent, Loïc Prian e Olivier Dô Hùu - Tutto sua madre (Les Garçons et Guillaume, à table!)
- Philippe Grivel e Nathalie Vidal - Lo sconosciuto del lago (L'Inconnu du lac)
- Lucien Balibar, Nadine Muse e Cyril Holtz - Venere in pelliccia (La Vénus à la fourrure)
- Jérôme Chenevoy, Fabien Pochet e Jean-Paul Hurier - La vita di Adele (La Vie d'Adèle - Chapitres 1 & 2)

### Miglior film straniero
- Alabama Monroe - Una storia d'amore (The Broken Circle Breakdown), regia di Felix Van Groeningen
- Blancanieves, regia di Pablo Berger
- Blue Jasmine, regia di Woody Allen
- Dead Man Talking, regia di Patrick Ridremont
- Django Unchained, regia di Quentin Tarantino
- La grande bellezza, regia di Paolo Sorrentino
- Gravity, regia di Alfonso Cuarón

### Migliore opera prima
- Tutto sua madre (Les Garçons et Guillaume, à table!), regia di Guillaume Gallienne
- La Bataille de Solférino, regia di Justine Triet
- La cage dorée, regia di Ruben Alves
- In solitario (En solitaire), regia di Christophe Offenstein
- La Fille du 14 juillet, regia di Antonin Peretjatko

### Miglior documentario
- Vado a scuola (Sur le chemin de l'école), regia di Pascal Plisson
- Comment j'ai détesté les maths, regia di Olivier Peyon
- L'ultimo degli ingiusti (Le Dernier des injustes), regia di Claude Lanzmann
- Il était une forêt, regia di Luc Jacquet
- La Maison de la radio, regia di Nicolas Philibert

### Miglior film d'animazione
Presentato come un'unica categoria, con i consueti cinque candidati, ma assegnati due premi distinti.
- Cortometraggio
  - Mademoiselle Kiki et les Montparnos, regia di Amélie Harrault
  - Lettres de femmes, regia di Augusto Zavonello
- Lungometraggio
  - Loulou, l'incroyable secret, regia di Éric Omond
  - Aya de Yopougon, regia di Marguerite Abouet e Clément Oubrerie
  - Ma maman est en Amérique, elle a rencontré Buffalo Bill, regia di Marc Boréal e Thibaut Chatel

### Miglior cortometraggio
- Avant que de tout perdre, regia di Xavier Legrand
- Bambi, regia di Sébastien Lifshitz
- La Fugue, regia di Jean-Bernard Marlin
- Les Lézards, regia di Vincent Mariette
- Marseille la nuit, regia di Marie Monge

### Premio César onorario
- Scarlett Johansson